# Wolfram Wolfskeel von Grumbach

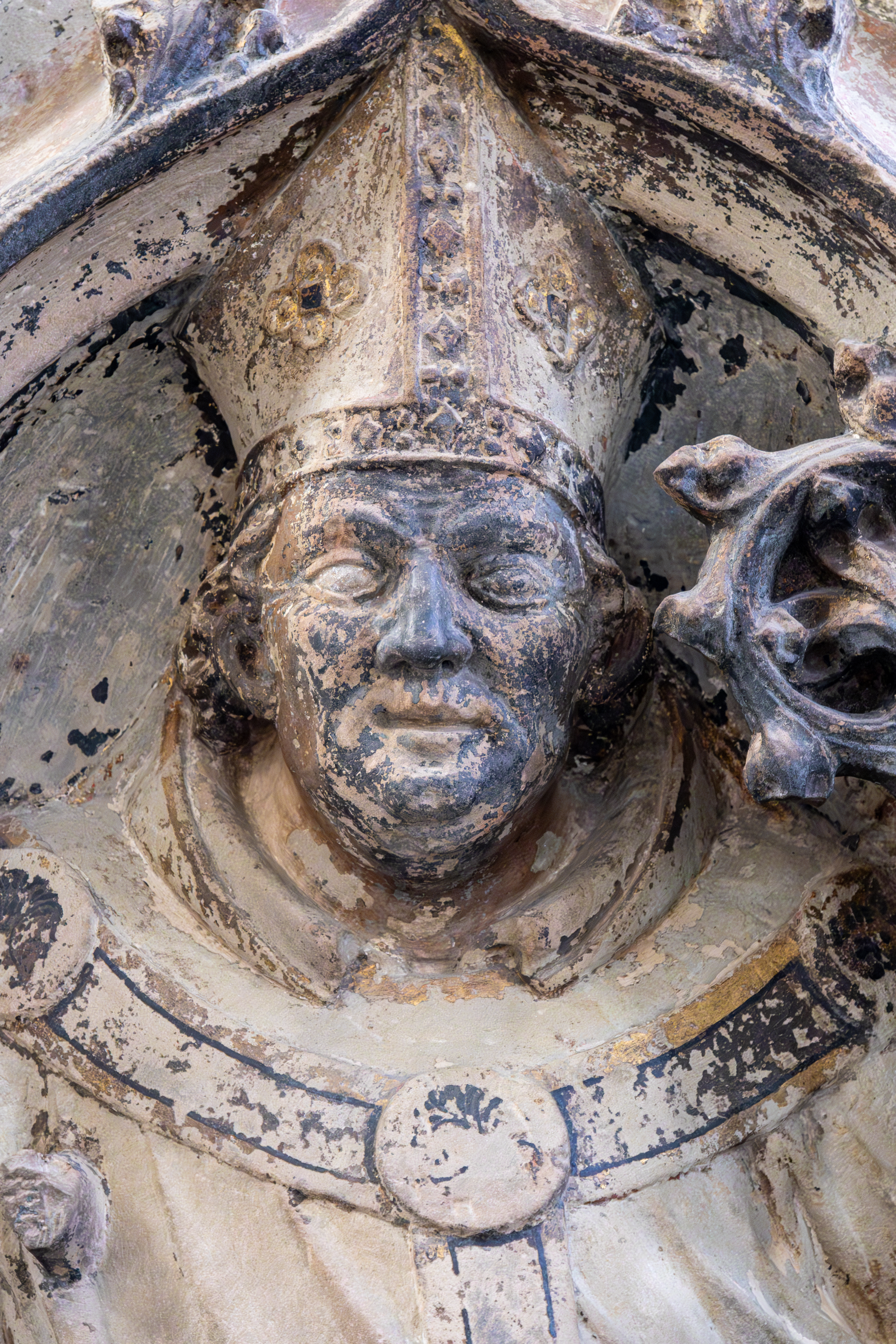
Darstellung des Bischofs auf seinem Grabstein

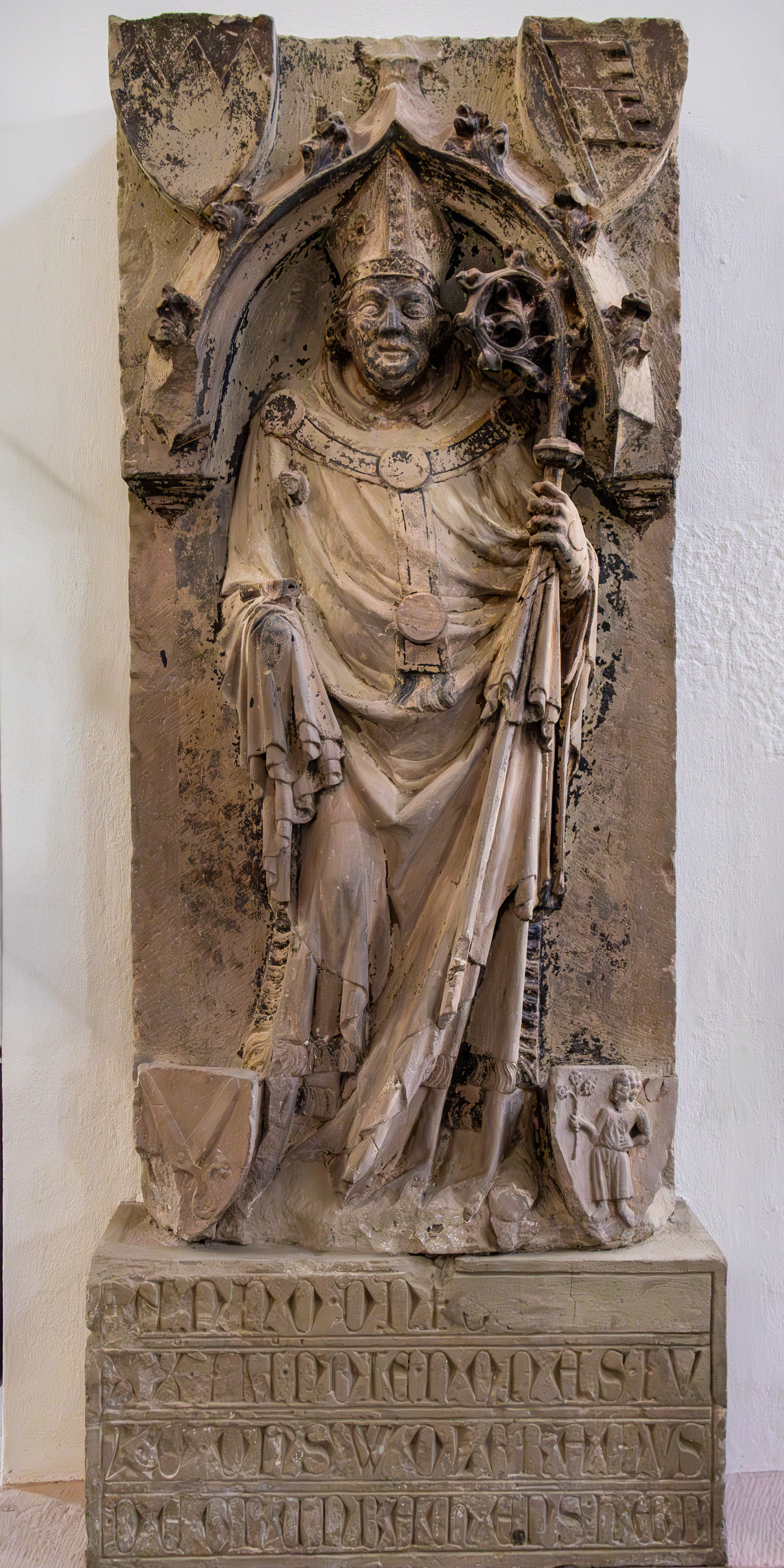
Wolfram Wolfskeel von Grumbach, Würzburg

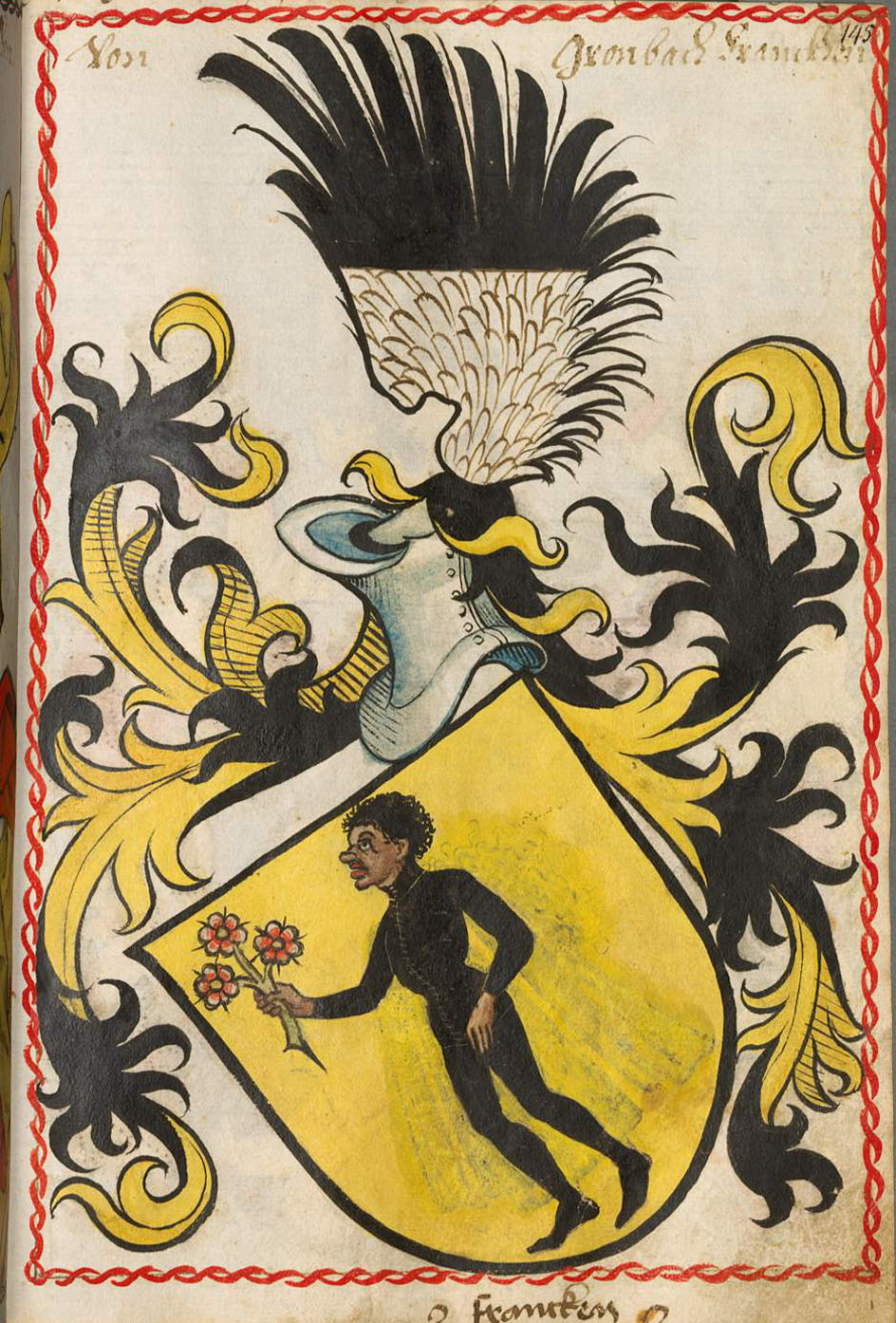
Wappen der Familie Wolfskeel von Grumbach vor 1492 nach dem Scheibler’schen Wappenbuch

Wolfram Wolfskeel von Grumbach, heute häufig nur als Wolfram von Grumbach bezeichnet, († 6. Juli 1333 in Würzburg) war von 1322 bis zu seinem Tode Bischof von Würzburg.

## Herkunft
Wolfram von Grumbach entstammte dem fränkischen Uradelsgeschlecht Wolfskeel. Er gehörte der in Grumbach sitzenden Linie der Familie an, welche sich zunächst und zur Zeit Wolframs „Wolfskeel von Grumbach“, später jedoch nur noch „von Grumbach“ nannte. Der Vater von Wolfram war Wolfelin. Über seine Mutter ist bekannt, dass sie eine geborene von Scherenberg war. Sein Bruder Berthold († 1331) war Dompropst, seine Schwester Elisabeth Äbtissin im Kloster Himmelspforten. Vor allem in älteren Quellen wird Wolfram als Onkel des Otto II. von Wolfskeel bezeichnet.

## Wolfram als Bischof
Wolfram war einer der wenigen Reichsfürsten im herrschenden Konflikt um die Abkopplung des Staates von der Kirche, der auf der Seite von Papst Johannes XXII. gegen Ludwig den Bayern stand. Der Papst beauftragte ihn im Jahr 1325, Heinrich II. von Sternberg – entgegen den Absichten Ludwigs – zum Bischofsstuhl in Bamberg zu verhelfen. Wolfram verbündete sich mit Erzbischof Matthias von Mainz, Bischof Johann I. von Straßburg und Herzog Leopold I. von Österreich, Bruder des gefangenen Friedrich des Schönen. Nach Schäden im Kampf, die vor allem dem Fürstabt Heinrich VI. von Fulda entstanden, und nach Verhängung des Interdikts über die Ludwig unterstützende Stadt Schwäbisch Hall änderte Wolfram seine politische Haltung. Er ging ein Schutzbündnis mit Berthold VII. von Henneberg-Schleusingen und Friedrich IV. von Nürnberg ein, die auf der Seite Ludwigs standen. Später söhnte er sich mit dem König aus, es gelang ihm aber auch, seine guten Beziehungen zum Papst aufrechtzuerhalten. Ludwig forderte 1331 im Kampf gegen die Mark Brandenburg 30 Gleven von ihm an und nahm auch am Zug gegen Herzog Heinrich II. von Niederbayern sowie an der Belagerung von Straubing teil.
Auch führte Wolfram Wolfskeel von Grumbach eine Fehde gegen Wolfram von Rotenhan. Dessen Stammburg wurde dabei zerstört und 1324 dem Bistum als Burgstall einverleibt. Albrecht V. von Hohenlohe verkaufte dem Bischof im Jahr 1328 sowohl die Burg als auch die Stadt Möckmühl und wurde dafür von ihm zum Burgmann auf Stolberg ernannt. Ludwig der Bayer gestattete 1325 nachträglich die Einsetzung von Ludwig von Hohenlohe als Erbburgmann von Iphofen durch den Bischof.
Im Konflikt mit der aufstrebenden Würzburger Bürgerschaft drangen anno 1323 Bürger gewaltsam in den Dom ein. Nach einem Schiedsgericht durch den Ebracher Abt Friedrich mussten die Aufrührer 1324 in eine vorläufige Verbannung nach Karlstadt. In Verhandlungen vereinbarten die Stadt Würzburg und der Bischof 1327 gegenseitige Unterstützung im Kriegsfalle. Ludwig der Bayer bestätigte 1332 der Bürgerschaft, dass sie sich ausschließlich dem Gerichtsstand in der Stadt zu beugen habe.
Während Wolframs Amtszeit wurden zahlreiche Pfarreien gegründet: Marktbreit (1324), Urphar, Binsfeld und Halsheim (1325), Waldmannshofen (1327), Zeilitzheim (1328), Waldhausen, Erzberg und Stockheim (1330), Schonungen (1332), Adelshofen, Bettwar, Schweinsdorf und Oberstreu (1333). In den Jahren 1329 und 1330 hielt Wolfram jeweils eine Diözesansynode ab.
Sein Grab befand sich im Würzburger Dom. Das Aussehen des Grabmals ist überliefert. Auf diesem war erstmals ein Fränkischer Rechen zu sehen, der später zum Wappen Frankens und der fränkischen Herzogswürde Würzburger Bischöfe wurde.